# Triodontella murina
Triodontella murina är en skalbaggsart som beskrevs av Moser 1924. Triodontella murina ingår i släktet Triodontella och familjen Melolonthidae. Inga underarter finns listade i Catalogue of Life.